# Albert Palle
Œuvres principales
- L'Expérience (1959)

Albert Palle, né le 14 septembre 1916 au Havre, mort le 8 mars 2007 à Paris 15e, est un écrivain français.

## Biographie
Il obtient le prix Renaudot en 1959 pour son roman L'Expérience, publié chez Julliard. Il publie également chez le même éditeur Les marches en 1962 et Les chaudières et la lune en 1965 puis, chez Moraïma, en 1994 un recueil de nouvelles Les mots perdus illustrées par Antonio Segui.
Élève de Jean-Paul Sartre et de Raymond Aron,, il contribue à l'élaboration du livre d'entretien de ce dernier, Le spectateur engagé.
Il est également journaliste, notamment aux Temps modernes puis au quotidien Combat, ensuite à France Dimanche et au journal Elle. Il est aussi chroniqueur au Figaro. Il a également collaboré au magazine de théâtre l'Avant-Scène et à la revue Commentaire. Il écrivait parfois sous le pseudonyme de Stanislas Fontaine.
Ses faits de résistance lui ont valu la croix de guerre 1939-1945.

## Vie privée
Albert Palle épouse Denise Jallais, poétesse et journaliste, en 1960, après un premier mariage avec Maryla Zaleska[réf. nécessaire]. Il a eu quatre enfants dont la comédienne Nathalie Nell et Sébastien Palle qui a publié son premier roman chez Héloïse d'Ormesson en 2019. Il est un des descendants du manufacturier Christophe-Philippe Oberkampf.

## Œuvres
- L'Expérience, roman, R. Julliard, 1959
- Les Marches, roman, Julliard, 1962
- Les Chaudières et la Lune, roman, R. Julliard, 1965
- Les Mots perdus, nouvelles, Éd. du Cercle des amis des livres, 1994

## Portraits/Vidéos/Photos
Albert Palle a été portraituré par les peintres Aram et par Gaëtan de Rosnay[réf. nécessaire]. Il apparaît dans une vidéo tournée pour l'émission Apostrophes, interviewé par Bernard Pivot, s'exprimant sur Raymond Aron et Jean-Paul Sartre, comme témoin de l'époque où ils enseignaient tous les deux au Havre. Une photo Harcourt existe de lui jeune[réf. nécessaire].